# Maria Bolognesi
Maria Bolognesi (* 21. Oktober 1924 in Bosaro (Rovigo), Königreich Italien; † 30. Januar 1980 in Bosaro (Rovigo), Republik Italien), war eine italienische Katholikin, Mystikerin und Stigmatisierte. In der katholischen Kirche wird sie als Selige verehrt.

## Leben

### Familie und Kindheit
Maria Bolognesi wurde am 21. Oktober 1924 in Bosaro (Rovigo) als uneheliche Tochter von Amedeo Gozzati und Giuseppa Samiolo geboren. Den Nachnamen Bolognesi erhielt sie erst von ihrem Stiefvater Giuseppe Bolognesi, den ihre Mutter später geheiratet hatte. Die Ehe ihrer Mutter war geprägt von Gewalt durch ihren Stiefvater. Er misshandelte seine Frau, weil er befürchtete, sie würde ihn betrügen. Unter diesem Druck begann auch ihre Mutter ihre Kinder zu misshandeln. Ihre Großmutter mütterlicherseits, Cesira Cornetto, war vielleicht die einflussreichste Person in ihrer Kindheit, die dem Mädchen eine religiöse Erziehung und die Liebe zu Gott vermittelte. Angesichts der extremen Armut der Familie ging die kleine Maria schon früh zur Feldarbeit. Sie besuchte die ersten beiden Jahre der Grundschule, schaffte aber das dritte Jahr nicht. Das lag nicht an mangelnder Intelligenz, sondern an der Notwendigkeit zu arbeiten und somit die Familie finanziell zu unterstützen.
Anfang des Jahres 1932 bekam Maria hohes Fieber. Sie hatte sich zeitgleich mit ihrer Mutter eine Hirnhautentzündung zugezogen. Während Maria sich wieder erholte, verlief die Krankheit bei ihrer Mutter so schwer, dass sie im Sterben lag. Maria hatte gerade begonnen, sich auf ihre Erstkommunion vorzubereiten, und die Ordensschwester, die sie damals unterrichtete, sagte ihr, dass Jesus ihr einen Wunsch erfüllen würde. So bat Maria um die Genesung ihrer Mutter. Maria konnte am 22. Mai 1932 mit großer Freude ihre Erstkommunion und die Genesung ihrer Mutter feiern.

### Mystische Erlebnisse und Visionen
Im Sommer 1941 fühlte sich Maria von Dämonen besessen und konnte deshalb keine Kirche mehr betreten. Die Priester der Pfarrei versuchten erfolglos, sie durch Segnungen und Exorzismen von der Besessenheit zu heilen. Schließlich wurde Maria zur Untersuchung in eine psychiatrische Klinik gebracht. Aber nachdem der Bischof von Rovigo, Guido Maria Mazzocco, sie auf dem Weg dorthin vom Fenster seiner Residenz aus segnete, konnten die Ärzte keine Symptome mehr feststellen und stuften sie als zurechnungsfähig ein; sie fühlte sich wieder normal und von der Besessenheit befreit.
Am Abend vom 1. auf den 2. April 1942, dem Vorabend des Gründonnerstags, hatte Maria ihre erste Vision von Jesus Christus, der ihr drei Ringe und fünf Rubine schenkte, die seine fünf Wunden symbolisieren sollten. Am 8. Mai berichtete sie von einer weiteren Vision. Zu dieser Zeit war ihr geistlicher Begleiter der alte Priester Bassiano Paiato. Mit dessen Erlaubnis begann sie, ein schwarzes Kleid ähnlich einer Ordenstracht zu tragen. Zu dieser Zeit begannen auch die Anfeindungen, denn Pater Sante Magro wurde skeptisch gegenüber ihren mystischen Erlebnissen und begann, sie in der Öffentlichkeit vor seinen Gemeindemitgliedern zu verleumden. Die Schwierigkeiten eskalierten am 5. März 1948, als drei männliche Kriminelle sie angriffen. Maria wurde bewusstlos geschlagen, gefesselt verletzt im Schnee zurückgelassen. Da die Leute weiter schlecht über die sprachen, brachte der Polizeiwachtmeister sie vor den Richter und beschuldigte sie, den falschen Anschuldigungen vorzubringen. Am 25. Oktober 1948 wurde sie aber von diesen Vorwürfen freigesprochen. Trotz ihrer angeschlagenen Gesundheit kümmerte sie sich um Waisenkinder und unterstützte Kinder, deren Eltern keine Arbeit hatten. Sie besuchte auch häufig die Kranken in den Krankenhäusern.

### Krankheit, Stigmata und Tod
Bereits in den 1940er Jahren begann Maria an Arthritis zu leiden und litt an Entzündungen sowohl des Dickdarms als auch des Blinddarms. 1950 erblindete sie fast. Zur Behandlung musste sie oft nach Rovigo und Padua reisen. 1944 erhielt sie die Seitenwunde Jesu und im Juli 1951 erlitt sie die Schmerzen der Geißelung Jesu, die am 25. Januar 1954 ihren Höhepunkt erreichten, als sie in ihrem geistlichen Tagebuch von einer Wunde berichtete, die sich an ihrer rechten Hand geöffnet hatte. Im August 1954 wohnte sie bei den Augustinerinnen in Ferrara und erhielt dort die Wunden an den Füßen. Im Februar 1955 wurde sie ins Krankenhaus eingeliefert und hatte eine Vision, in der ihr gesagt wurde, sie solle am 16. März Rovigo verlassen. Sie begab sich zu Exerzitien nach Sperlinga und empfing am 2. April 1955 die linke Handwunde der Stigmata. Auf dem Rückweg von Sperlinga machte sie Halt in San Giovanni Rotondo, wo sie Fieber hatte und ihre Schuhe voller Blut waren. Sie fand eine Herberge, blieb dort und hatte am Karfreitag, dem 8. April 1955, um 15.00 Uhr eine Vision von Jesus.
Am 1. November 1957 um 15.00 Uhr berichtet Maria erneut von einer Vision Jesu, in der er sie sowohl in den Himmel als auch ins Fegefeuer führte. Vom Frühjahr 1958 an war sie über ein Jahr lang bettlägerig. Am 29. September 1959 besuchte sie das Grab der heiligen Gemma Galgani in Lucca, die sie sehr verehrte. Im Laufe der Jahre erlebte Maria zahlreiche Visionen.
Bereits 1971 erlitt Maria einen Herzinfarkt. Am 30. Januar 1980 um 2:00 Uhr morgens starb Maria an einem weiteren Herzinfarkt.

## Seligsprechung
Der Seligsprechungsprozess wurde unter Papst Johannes Paul II. am 18. Februar 1992 eröffnet. Nachdem die Kongregation für die Selig- und Heiligsprechungsprozesse ein offizielles „nihil obstat“ ausgestellt hatte, wurde sie zur Dienerin Gottes ernannt und die Eröffnung des Prozesses auf diözesaner Ebene erlaubt. Der diözesane Prozess begann am 21. Oktober 1992 und schloss seine Arbeit am 8. Juli 2000 ab. Die römische Kongregation validierte den Prozess am 25. Mai 2001 und im Jahr 2007 wurde dort die Positio über das tugendhafte Leben von Maria Bolognesi eingereicht.
In zwei Sitzungen der theologischen Experten wurden 2010 und 2011 ihre Schriften und mystischen Erlebnisse bewertet. Am 10. Mai 2012 wurde sie zur Ehrwürdigen Dienerin Gottes erklärt, nachdem Papst Benedikt XVI. ihr per Dekret den heroischen Tugendgrad zuerkannt hatte.
Das für die Seligsprechung erforderliche Wunder wurde vom 23. September 2004 bis zum 13. Dezember 2005 untersucht und am 18. Mai 2007 für gültig erklärt, bevor es am 5. Juli 2012 von einem medizinischen Gremium gebilligt wurde. Die Theologen bestätigten das Wunder ebenfalls am 17. November 2012. Papst Franziskus erteilte am 2. Mai 2013 die endgültige Anerkennung des Wunders als Voraussetzung für ihre Seligsprechung. Maria Bolognesi wurde am 7. September 2013 in Rovigo von Kardinal Angelo Amato im Auftrag von Papst Franziskus seliggesprochen.

## Gedenktag
Ihr Gedenktag in der Liturgie der Kirche ist der 30. Januar, ihr Todestag.